# Zbirohy (hrad)
Zbirohy (též Zbiroh) je zřícenina hradu nad řekou Jizerou nedaleko města Turnov ve správním území obce Koberovy. Postaven byl ve 14. století na zbirožských skalách. Dochovaly se z něj opěrné zdi, věž a sklepení. Pozůstatky hradu jsou chráněny jako kulturní památka.

## Historie

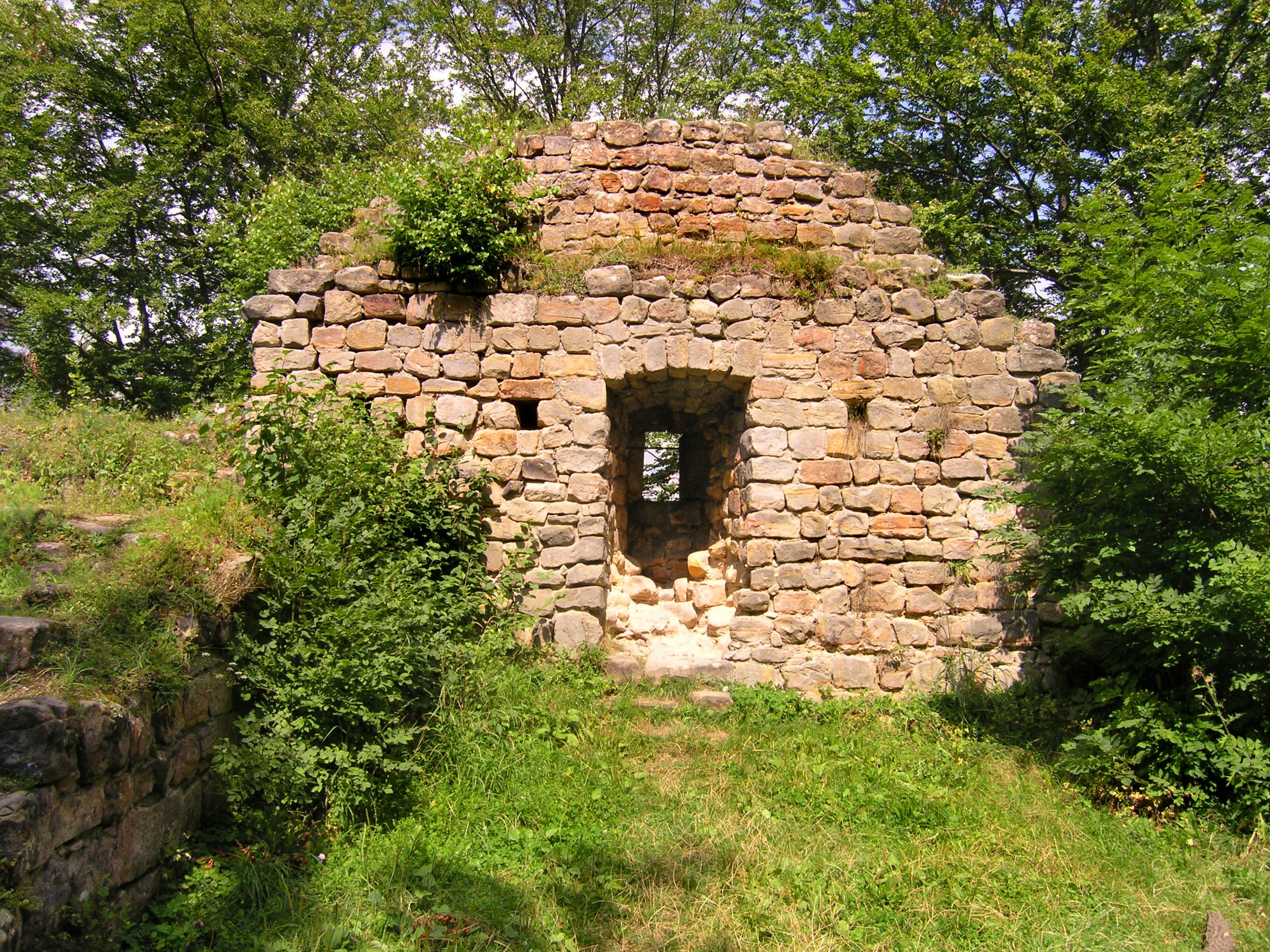
Střílna

Kdo a kdy hrad založil, známé není. Kraj kolem patřil v polovině 14. století potomkům rozrůstajícího se rodu Markvarticů, což zde byli Lemberkové a Vartenberkové. Koncem tohoto století zde byl domácím pánem Markvart z Vartenberka, který se vzbouřil proti králi Václavovi IV. Ten reagoval rychle, Zbiroh i sousední Hrubý Rohozec oblehl, roku 1390 dobyl a vše zabavil. Zbiroh pak prodal Otovi z Bergova na Troskách. Ten jej přestavěl a ponechal si v držení během celých husitských válek. Hrad patřil k oporám krále Zikmunda, ovšem později zde sídlili lapkové a tak byl zemskou hotovostí znovu dobyt a roku 1442 pobořen. Od této události již k opravám nedošlo a hrad se začal rozpadat. Při řešení pozůstalosti Jana z Bergova (syn předešlého Oty) v roce 1458 byl uveden jako pustý. Při dělení panství v roce 1613 pustý hrad připadl Janu Jiřímu z Vartenberka.
Památku postupně poškozuje narůstající turistický provoz.

## Stavební podoba

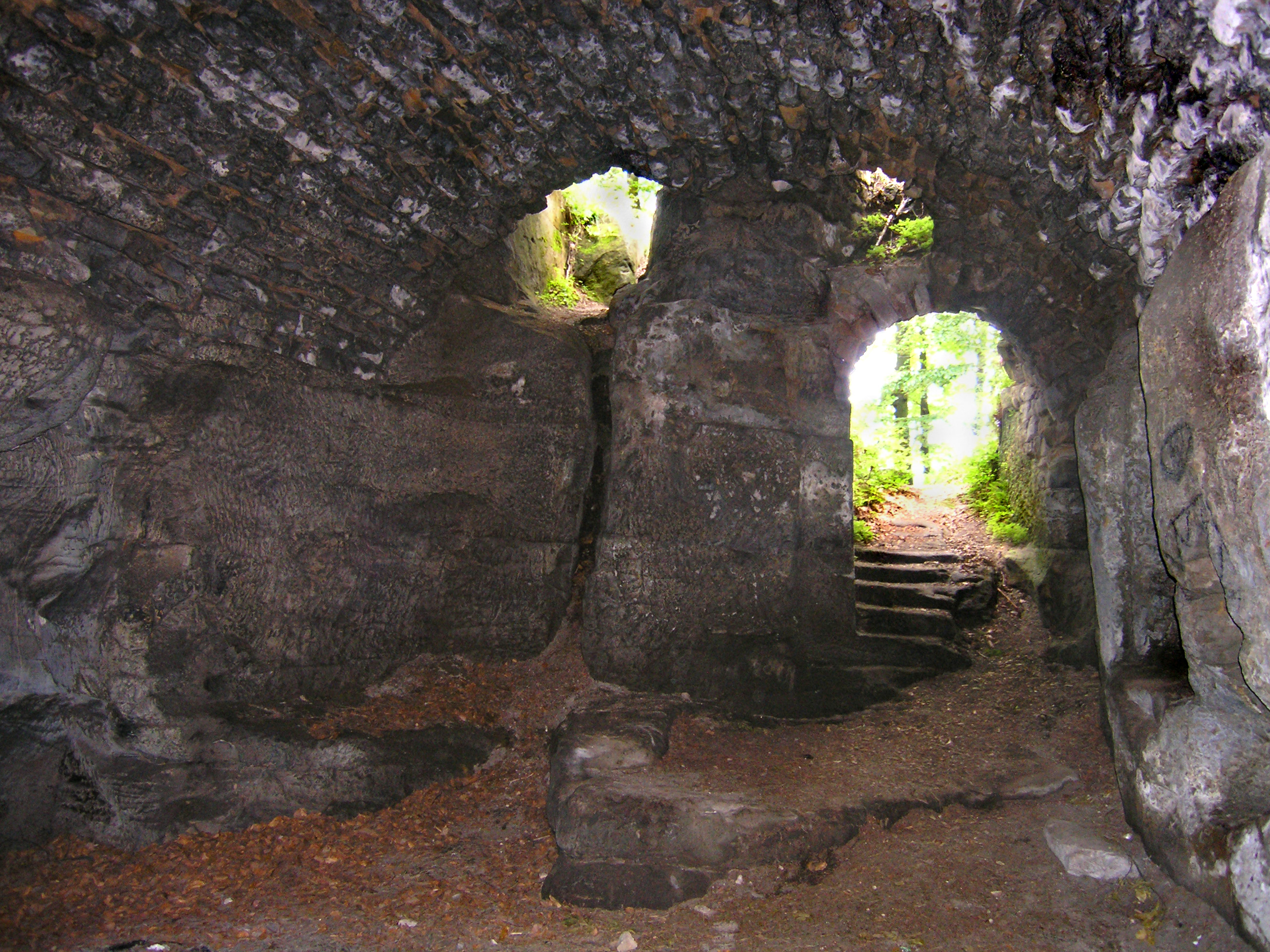
Podzemí hradu

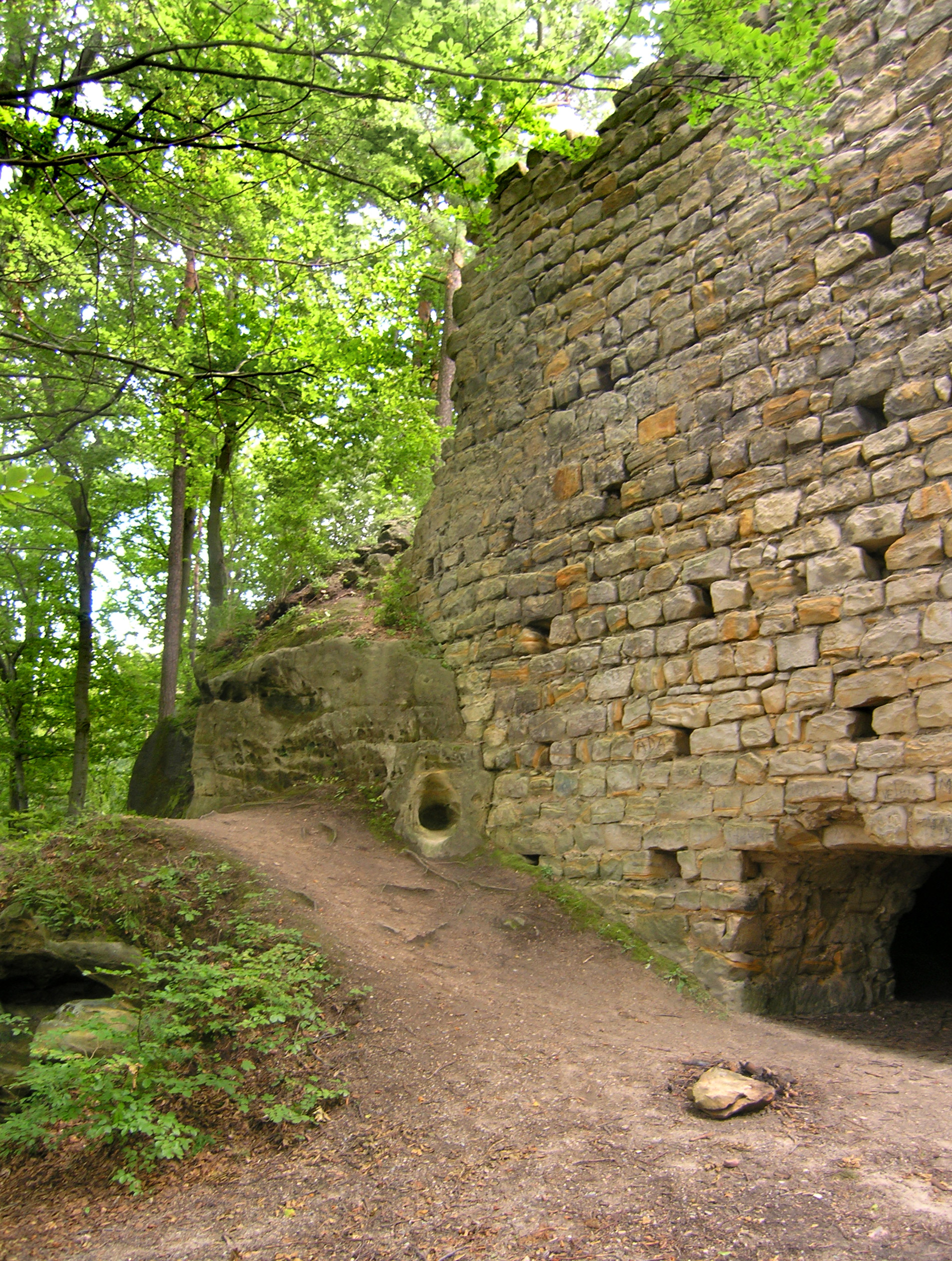
Severní stěna

Čtyřdílný hrad byl postaven na úzkém a příkrém skalnatém ostrohu v ohybu řeky Jizery v nadmořské výšce okolo 450 metrů. Jeho podoba byla výrazně ovlivněna skalními útvary. Na východě bývalo lehce opevněné předhradí, které od hradního jádra odděloval šíjový příkop. Nad ním stávala v čele jádra pravděpodobně obytná čtverhranná věž zvaná Kazatelnice. Za ní se nacházela cisterna a palác se dvěma křídly a půdorysem písmena L. Severní křídlo bylo podsklepené, přičemž sklepy využívaly přirozené terénní konfigurace. Ke skalním blokům byla přizděna obvodová zeď a ze západního křídla paláce na severu vybíhala oblá baštovitá část. Jižní stranu jádra chránil parkán, kterým zřejmě vedla přístupová cesta. Podoba další části hradu, západně od jádra, je nejasná a dochovaly se zde zejména pozůstatky obvodového opevnění.

## Pověst
Zachovala se pověst o loupeživém Černém rytíři, který hrad v 15. století dobyl a jehož duch se zde stále objevuje.

## Přístup
Nejbližší železniční zastávka je v obci Malá Skála u Jizery tři kilometry daleko. Je možné také dojet do vesnice Zbirohy a po zelené turistické značce vystoupat necelý kilometr vzhůru s převýšením padesáti metrů. Zříceniny jsou obklopené stromy a volně přístupné. Od Turnova sem vede pět kilometrů dlouhá, zeleně značená cesta.